# Benjamin Vinelli Baptista
Benjamin Vinelli Baptista (Rio de Janeiro, 12 de junho de 1901 – 21 de outubro de 1983) foi um médico brasileiro.
Foi eleito membro da Academia Nacional de Medicina em 1939, ocupando dentre outras a Cadeira 29, que tem Daniel de Oliveira Barros D'Almeida como patrono.